# Gymnoscelis delocyma
Gymnoscelis delocyma là một loài bướm đêm trong họ Geometridae.